# François Cluzet
François Cluzet (Parigi, 21 settembre 1955) è un attore francese.

## Biografia
Nato a Parigi da una coppia benestante, Robert Cluzet e Janine Allain, soffrì per il divorzio dei genitori e iniziò presto ad interessarsi alla recitazione.  Ha abbandonato gli studi all'età di 16 anni per studiare recitazione a Parigi.

### Carriera
Già nel 1976 calcava le scene teatrali, mentre il suo primo ruolo cinematografico arrivò nel 1979. L'anno successivo venne chiamato da Claude Chabrol che gli offrì il ruolo di protagonista per Le cheval d'orgueil cui seguono numerosi altri ruoli sia da protagonista che non. Lavorò con i migliori cineasti francesi come Bertrand Tavernier, Claire Denis, Bertrand Blier, Robert Enrico e molti altri. Tornò poi a lavorare con Claude Chabrol in ben due film. Venne chiamato spesso anche per lavori televisivi mentre il lavoro a teatro diventava sempre meno frequente.
Negli anni novanta iniziò anche a lavorare in produzioni internazionali quali Prêt-à-Porter di Robert Altman e French Kiss di Lawrence Kasdan, per poi tornare in patria dove lavorò sia in commedie che in drammi. Nel 2005, recita in Le Domaine perdu di Raoul Ruiz, un film sul colpo di Stato in Cile del 1973.
La sua carriera andò a gonfie vele e ottenne un grande successo grazie a film quali Hotel cinque stelle e Non dirlo a nessuno per il quale ricevette il Premio César per il migliore attore. Un altro grande successo sia di critica che di pubblico fu Quasi amici - Intouchables (2011), migliore incasso di sempre in Francia e campione di incassi in diversi paesi. Nello stesso anno prestò la sua voce al prefetto Maynoff nel film Un mostro a Parigi (nell'edizione italiana il personaggio viene doppiato da Maurizio Mattioli). Nel 2012 ha recitato nel film commedia Do Not Disturb con Yvan Attal, che ne è stato anche il regista. I suoi due film del 2018 sono passati inosservati: la commedia drammatica Normandie nue, di Philippe Le Guay, e il film in costume Le Collier rouge, di Jean Becker.

### Dichiarazioni pubbliche
Durante la campagna elettorale per le elezioni presidenziali del 2007, ha sostenuto Ségolène Royal.
Nel settembre 2018, in seguito alle dimissioni di Nicolas Hulot, è coautore con Juliette Binoche dell'editoriale contro il riscaldamento globale intitolato "La più grande sfida della storia dell'umanità": l'appello di 200 personalità per salvare il pianeta, apparso sulla prima pagina del quotidiano Le Monde.
Nelle elezioni presidenziali del 2022 ha sostenuto la candidatura di Emmanuel Macron e ha partecipato alla cerimonia di insediamento dopo la rielezione del presidente.
Il 30 settembre 2017, Cluzet è stato ospite della programma On n'est pas couché. Quando Laurent Ruquier gli ha chiesto di rituffarsi nella sua immensa filmografia, Cluzet ha commentato il film Janis et John, di Samuel Benchetrit, nel quale aveva recitato al fianco di Marie Trintignant, sua ex compagna e madre del figlio Paul, e lui ha risposto: "L'ho adorato perché era un film pazzesco. Ovviamente, è il ricordo con Marie da quando è morta poco dopo, assassinata da quel figlio di puttana di Cantat", al quale non perdona l'omicidio di Marie Trintignant. Già nel giugno 2015, Cluzet aveva dichiarato nello show Thé ou Café che non l'avrebbe mai perdonato. Dice che l'omicidio lo ha spinto a impegnarsi in associazioni di beneficenza che aiutano le donne vittime di violenza.

### Vita privata
All'inizio degli anni Ottanta, sposò la sceneggiatrice e produttrice Chantal Perrinda cui ha avuto sua figlia, Blanche, nata nel 1984. Cluzet è stato sposato con Marie Trintignant, dalla quale ha avuto suo figlio Paul, e ha vissuto per tredici anni con Valérie Bonneton, dalla quale sono nati due figli, Joseph e Marguerite. Dal 5 luglio 2011 è sposato con Narjiss Slaoui-Falcoz, ex direttrice delle comunicazioni dell'Hotel Carlton.

## Filmografia

### Cinema

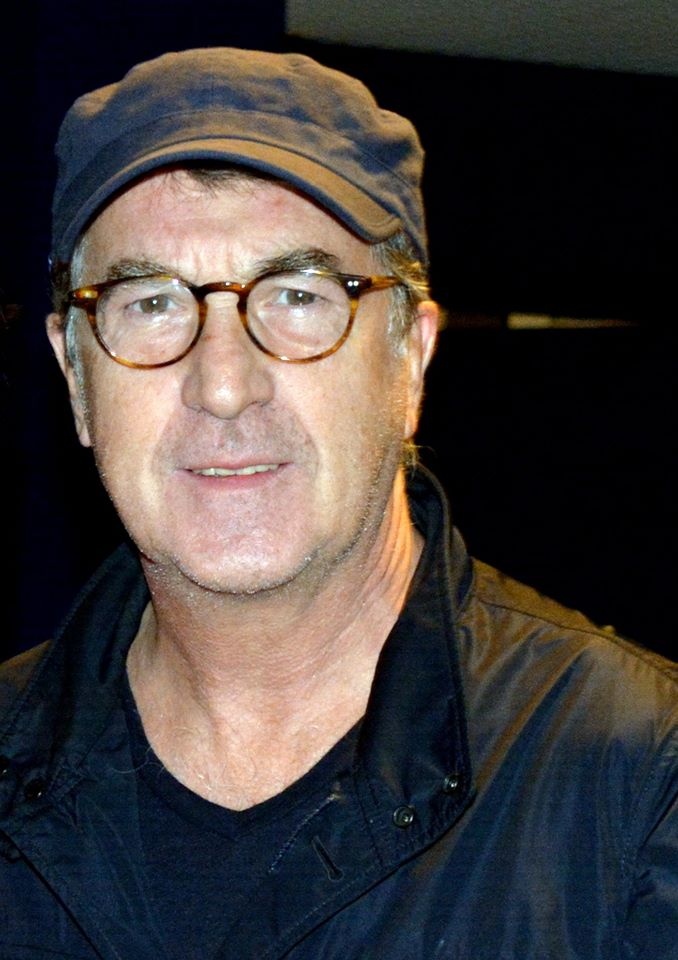
L'attore nel 2017 all'avant-première di L'École buissonnière.

- Cocktail Molotov, regia di Diane Kurys (1979)
- Le Cheval d'orgueil, regia di Claude Chabrol (1980)
- I fantasmi del cappellaio (Les Fantômes du chapelier), regia di Claude Chabrol (1982)
- Prestami il rossetto (Coup de Foudre), regia di Diane Kurys (1982)
- L'estate assassina (L'Été meurtrier), regia di Jean Becker (1983)
- Vive la sociale!, regia di Gérard Mordillat (1983)
- Les Enragés, regia di Pierre-William Glenn (1984)
- Round Midnight - A mezzanotte circa (Autour de Minuit), regia di Bertrand Tavernier (1986)
- Chocolat, regia di Claire Denis (1988)
- Un affare di donne (Une affaire de femmes), regia di Claude Chabrol (1988)
- Forza maggiore (Force majeure), regia di Pierre Jolivet (1989)
- La rivoluzione francese (La révolution française) (1989) - serie TV
- L'inferno (L'enfer), regia di Claude Chabrol (1994)
- French Kiss, regia di Lawrence Kasdan (1995)
- L'ussaro sul tetto (Le hussard sur le toit), regia di Jean-Paul Rappeneau (1995)
- Rien ne va plus, regia di Claude Chabrol (1997)
- Dolce far niente, regia di Noe Caranfil (1998)
- L'avversario (L'adversaire), regia di Nicole Garcia (2002)
- France Boutique, regia di Tonie Marshall (2002)
- Janis & John (Janis et John), regia di Samuel Benchetrit (2003)
- Pistole nude (Mais qui a tué Pamela Rose?), regia di Eric Lartigau (2003)
- Quand je vois le soleil, regia di Jacques Cortal (2003)
- Je suis un assassin, regia di Thomas Vincent (2004)
- La cloche a sonné, regia di Bruno Herbulot (2004)
- La Forteresse assiégée, regia di Gérard Mordillat (2005)
- Hotel cinque stelle (Quatre étoiles), regia di Christian Vincent (2006)
- Non dirlo a nessuno (Ne le dis à personne), regia di Guillaume Canet (2006)
- Détrompez-vous, regia di Bruno Dega (2007)
- Parigi (Paris), regia di Cédric Klapisch (2008)
- À l'origine, regia di Xavier Giannoli (2010)
- Le dernier pour la route, regia di Philippe Godeau (2010)
- Piccole bugie tra amici (Les petits mouchoirs), regia di Guillaume Canet (2010)
- Quasi amici - Intouchables (Intouchables), regia di Olivier Nakache ed Éric Toledano (2011)
- Do Not Disturb, regia di Yvan Attal (2012)
- In solitario (En solitaire), regia di Christophe Offenstein (2013)
- 11.6 The French Job (11.6), regia di Philippe Godeau (2013)
- Due Destini (Une rencontre), regia di Lisa Azuelos (2014)
- Un momento di follia (Un moment d'égarement), regia di Jean-François Richet (2015)
- Il medico di campagna (Médecin de campagne), regia di Thomas Lilti (2016)
- La meccanica delle ombre (La Mécanique de l'ombre), regia di Thomas Kruithof (2016)
- L'école buissonnière, di Nicolas Vanier (2017)
- Normandie nue, regia di Philippe Le Guay (2018)
- Le Collier rouge, regia di Jean Becker (2018)
- Grandi bugie tra amici (Nous finirons ensemble), regia di Guillaume Canet (2019)
- Poly, regia di Nicolas Vanier (2020)
- L'incredibile storia dell'Isola delle Rose, regia di Sydney Sibilia (2020)
- Un'ombra sulla verità (L'Homme de la cave), regia di Philippe Le Guay (2021)
- La Brigade, regia di Louis-Julien Petit (2022)
- Masquerade - Ladri d'amore (Mascarade), regia di Nicolas Bedos (2022)
- Canailles, regia di Christophe Offenstein (2022)
- Guida pratica per insegnanti (Un métier sérieux), regia di Thomas Lilti (2023)

### Televisione
- Au théâtre ce soir: Madame Jonas dans la baleine di René Barjavel, regia di Max Fournel e Pierre Sabbagh - show televisivo (1977)
- Le Journal, regia di Philippe Lefebvre - serie TV (1979)
- Chère Olga, regia di Philippe Condroyer - serie TV (1980)
- Le Gros Oiseau, regia di Jean-Michel Ribes - serie TV (1981)
- Le Boulanger de Suresnes, regia di Jean-Jacques Goron - serie TV (1981)
- Paris-Saint-Lazare, regia di Marco Pico - serie TV (1982)
- Julien Fontanes, magistrato (Julien Fontanes, magistrat)- serie TV (1983)
- Un manteau de chinchilla, regia di Claude Othnin-Girard - serie TV (1983)
- Pablo est mort, regia di Philippe Lefebvre (1983)
- Le Bout du lac, regia di Jean-Jacques Lagrange (1984)
- La Mèche en bataille, regia di Bernard Dubois (1984)
- Manipulations, regia di Marco Pico (1984)
- Aveugle, que veux-tu?, regia di Juan Buñuel - serie TV (1984)
- Sueurs froides, serie TV (1988)
- Lucas, regia di Nadine Trintignant (1993)
- L'Huile sur le feu, regia di Jean-Daniel Verhaeghe (1996)
- Le Goût des fraise, regia di Frank Cassenti (1998)
- L'Algérie des chimères, regia di François Luciani (2000)
- Les Enfants du printemps, regia di Marco Pico (2000)
- Un mois à nous, regia di Denys Granier-Deferre (2001)
- La Famille Guérin - serie TV (2002)
- Vénus et Apollon - serie TV (2005)
- Illegal Love, regia di Julie Gali (2011)
- D-Day, Normandie 1944, regia di Pascal Vuong - documentario (2015)
- Mélancolie ouvrière, regia di Gérard Mordillat (2018)

### Doppiatore
- Un mostro a Parigi (Un monstre à Paris), regia di Bibo Bergeron (2011)

## Doppiatori italiani
Nelle versioni in italiano dei suoi film, François Cluzet è stato doppiato da:
- Angelo Maggi in Parigi, Quasi amici - Intouchables, In solitario, Due destini, Un momento di follia, Il medico di campagna, La meccanica delle ombre, Un'ombra sulla verità, Masquerade - Ladri d'amore, Un métier sérieux
- Massimo Rossi in L'inferno, Non dirlo a nessuno, Piccole bugie tra amici
- Marco Mete in I fantasmi del cappellaio, Détrompez-vous
- Carlo Valli in Round Midnight - A mezzanotte circa
- Mauro Gravina in La rivoluzione francese
- Davide Marzi in Prêt-à-Porter
- Gaetano Varcasia in French Kiss
- Massimo Popolizio in Dolce far niente
- Vittorio Guerrieri in L'avversario
- Antonio Palumbo in Hotel cinque stelle
- Mario Cordova in Grandi bugie tra amici

Da doppiatore è sostituito da:
- Maurizio Mattioli in Un mostro a Parigi

## Premi e candidature
- Premio César:
  - 1984 - Nomination Premio César per il migliore attore non protagonista per L'estate assassina
  - 1989 - Nomination Premio César per il migliore attore non protagonista per Forza maggiore
  - 1996 - Premio César per il migliore attore per Les apprentis
  - 2002 - Nomination Premio César per il migliore attore non protagonista per L'avversario
  - 2007 - Nomination Premio César per il migliore attore non protagonista per Hotel a cinque stelle
  - 2007 - Premio César per il migliore attore per Non dirlo a nessuno
  - 2010 - Nomination Premio César per il migliore attore non protagonista per À l'origine
  - 2010 - Nomination Premio César per il migliore attore non protagonista per Le dernier pour la route
  - 2012 - Nomination Premio César per il migliore attore per Quasi amici - Intouchables
  - 2017 - Nomination Premio César per il migliore attore non protagonista per Il medico di campagna